# Tocantins (kommun)
Tocantins är en kommun i Brasilien.   Den ligger i delstaten Minas Gerais, i den sydöstra delen av landet, 800 km sydost om huvudstaden Brasília. Antalet invånare är 15 839.
Följande samhällen finns i Tocantins:
- Tocantins

Omgivningarna runt Tocantins är huvudsakligen savann. Runt Tocantins är det ganska tätbefolkat, med 70 invånare per kvadratkilometer.